# Cessna Citation
Cessna Citation es un nombre comercial usado por la compañía estadounidense Cessna para su línea de aviones de negocios. En lugar de ser un nombre para un modelo particular de aeronave, la denominación se aplica a numerosas "familias" de aeronaves propulsadas por motores turbofán que han sido producidas durante años por la compañía. Dentro de cada una de las seis familias distintas, las mejoras en el diseño de los modelos, las presiones del mercado y  los intentos de cambiar la marca dieron como resultado un gran número de variantes, de manera que la línea Citation se ha hecho bastante compleja. Las variantes militares incluyen las series de aviones T-47 y UC-35.

## Operadores

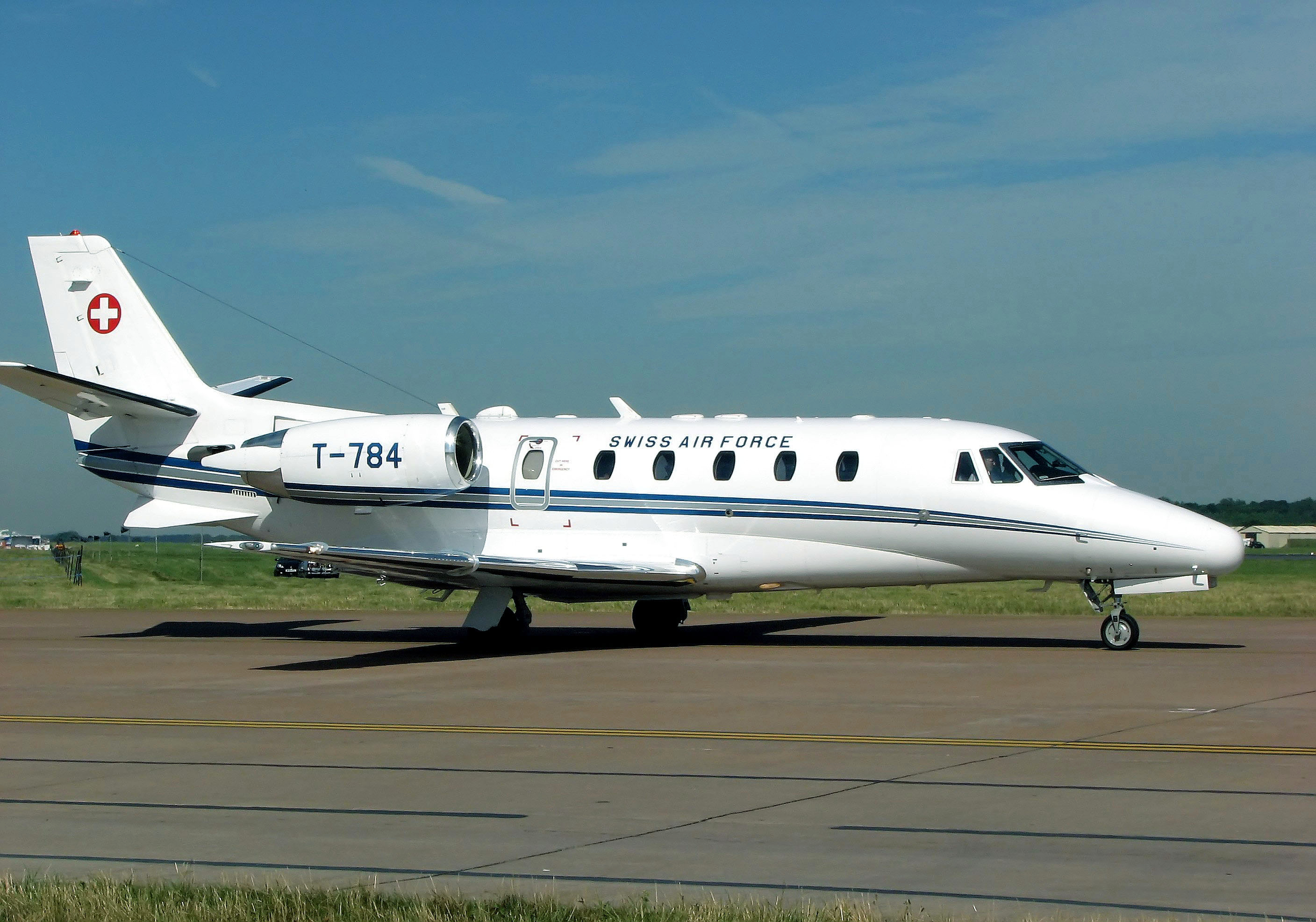
Cessna 560XL Citation Excel de la Fuerza Aérea Suiza.

### Operadores militares
Argentina
 Chile
 Colombia
 China
 Ecuador
 España
 Pakistán
 Perú
 Sudáfrica
 Suiza
 Estados Unidos
 Venezuela
 México

### Desarrollos relacionados
- Cessna Citation I / I/SP
- Cessna Citation II/SII/Bravo
- Cessna Citation III/VI/VII
- Cessna Citation V/Ultra/Encore
- Cessna Citation X
- Cessna Citation Excel/XLS/XLS+
- Cessna CitationJet/CJ series
- Cessna Citation Sovereign
- Cessna Citation Mustang
- Cessna Citation Columbus

### Aeronaves similares
- Beechjet 400
- Bombardier Challenger
- Dassault Falcon
- Hawker 800
- Learjet 35/36
- Learjet 45